# Vallouise
Vallouise is een plaats en voormalige gemeente in het Franse departement Hautes-Alpes in de regio Provence-Alpes-Côte d'Azur en telt 637 inwoners (1999). De plaats maakt deel uit van het arrondissement Briançon.

## Geschiedenis
In 1977 gaf Frans president Valéry Giscard d'Estaing in Vallouise zijn Vallouisetoespraak over de ruimtelijke ontwikkeling van het hooggebergte.
Op 1 januari 2017 fuseerde Vallouise met de aangrenzende gemeente Pelvoux tot de commune nouvelle Vallouise-Pelvoux.

## Geografie
De oppervlakte van Vallouise bedraagt 69,2 km², de bevolkingsdichtheid is 9,2 inwoners per km².
De onderstaande kaart toont de ligging van Vallouise met de belangrijkste infrastructuur en aangrenzende gemeenten.

## Demografie
Onderstaande figuur toont het verloop van het inwonertal.
Vanwege een beveiligingsprobleem met de MediaWiki Graph-software is het momenteel niet mogelijk deze grafiek weer te geven. Zodra de software is bijgewerkt zal de grafiek vanzelf weer zichtbaar worden.